# Canadarm

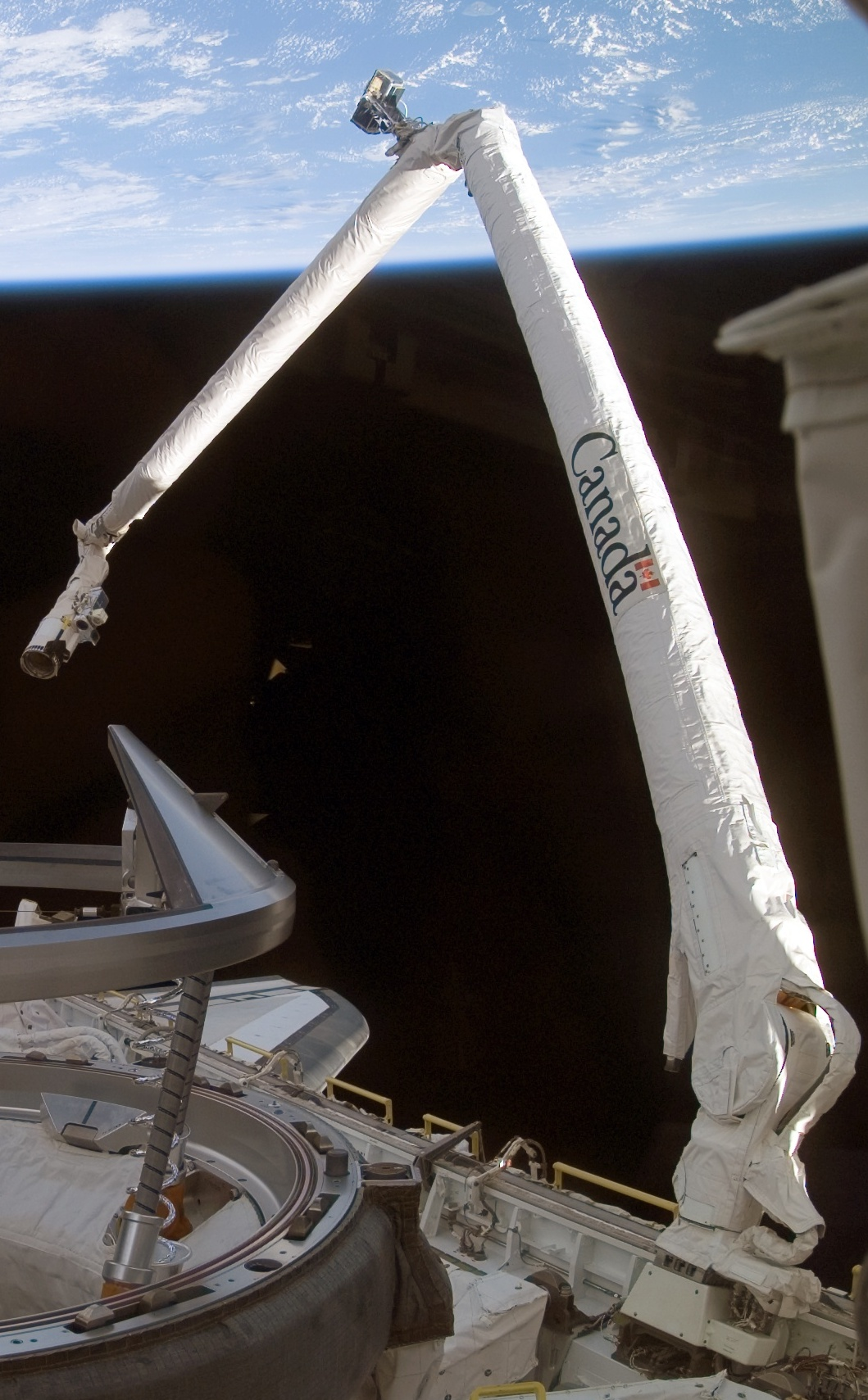
STS-116, widok na manipulator Canadarm

System zdalnie sterowanego manipulatora promu kosmicznego (ang. Shuttle Remote Manipulator System, SRMS) lub Canadarm – robotyczne ramię stosowane na pokładzie wahadłowców NASA w celu wyjmowania ładunku (satelitów lub modułów stacji) z ładowni promu, a następnie ich wypuszczenia na orbitę okołoziemską. Używane było również do zdejmowania ładunku z orbity i ponownego umieszczenia w ładowni promu. Taka procedura miała miejsce podczas misji STS-32, której celem było przechwycenie satelity LDEF.

## Dane techniczne
Canadarm miał długość całkowitą 15,24 metrów, 38 centymetrów średnicy oraz sześć stopni swobody. Masa ramienia wynosiła 410 kg. W stanie spoczynku było oparte na trzech podporach z zatrzaskowymi zamkami, umocowanymi do podłużnicy przy lewej burcie komory towarowej. Teoretycznie możliwe było wyposażenie wahadłowca w drugie ramię zamocowane przy prawej burcie ładowni symetrycznie do pierwszego. Istniała również możliwość odstrzelenia manipulatora w przypadku awarii uniemożliwiającej zamknięcie pokrywy ładowni. Posiadał on sześć stopni swobody, dzięki czemu ruchy ramienia były podobne do ruchów ludzkiej ręki. Chwytak ramienia działał na podobnej zasadzie jak przysłona w obiektywie aparatu fotograficznego. Początkowo Canadarm mógł obsługiwać ładunki o masie około 330 kilogramów, ale modernizacja w latach 90. zwiększyła jego udźwig dziesięciokrotnie. Takie możliwości cechują manipulator jedynie na orbicie, w warunkach nieważkości, na Ziemi Canadarm jest na tyle słaby, że nie zdołałby podnieść sam siebie.
Został zaprojektowany, zbudowany i przetestowany we współpracy z NASA przez kanadyjską firmę SPAR Aerospace.

## Użycie
Canadarm po raz pierwszy został użyty w 1981 roku na pokładzie promu Columbia podczas misji STS-2.
Szacuje się, że był użyty w ponad 50 misjach wahadłowców. Wyprodukowano 5 ramion SRMS, prócz ramienia dla promu Columbia były jeszcze ramiona dla promów (w nawiasach numer misji, podczas których użyto manipulatora po raz pierwszy):
- Challenger (STS-7), zniszczony w 1986 w katastrofie promu, miał posłużyć do uwolnienia, a następnie przechwycenia satelity astronomicznego Spartan.
- Discovery (STS-41-D),
- Atlantis (STS-61-B),
- Endeavour (STS-49).

Za pomocą SRMS na orbitę trafiły m.in. Kosmiczny Teleskop Hubble’a, Ulysses, Solar Max (naprawa w czasie misji STS-41-C), Chandra, TDRS, Lacrosse oraz moduły Międzynarodowej Stacji Kosmicznej (ISS). Po instalacji ramienia Canadarm2 na ISS w wielu misjach wahadłowców do rozbudowy stacji wykorzystywana była współpraca obu ramion (tzw. Canadian Handshake, czyli „kanadyjski uścisk dłoni”).
Po katastrofie misji STS-107 w 2003 roku, NASA zaleciła, aby od misji STS-114 do końca programu STS wahadłowce prócz ramienia Canadarm miały również instrument OBSS, czyli specjalną końcówkę z kamerą, która umożliwiała sprawdzenie osłon termicznych promu w przestrzeni kosmicznej.

### Koniec służby
Ramiona Canadarm znajdujące się na promach Discovery i Atlantis oraz końcówki OBSS można do dziś oglądać w muzeum. OBSS z wahadłowca Endeavour został przymocowany do kratownicy ISS, a ramię wymontowano z ładowni promu i przywieziono do siedziby CSA.

## Canadarm w kulturze popularnej
W filmie Iron Sky Królewskie Kanadyjskie Siły Powietrzne wykorzystywały zmilitaryzowaną wersję Canadarma o nazwie Canadarm 3 do walki przeciwko nazistom w walce o Ziemię.